# 郭天民
郭天民（1902年5月7日—1970年5月26日），原名郭基逵，湖北黃安縣人，中國人民解放軍上將。
1926年考入黃埔軍校第六期，次年加入中國共產黨，参与广州起义。第一次国共内战时期，任工农革命军第四师排长、副连长，中国工农红军教导大队大队长、支队长，红八师参谋长，独立第六师师长，第六十二师师长，江西军区参谋长，红九军团参谋长，红军大学教育科科长，红四方面军第三十军参谋长，参加长征。抗日战争时期，任军委一局局长，晋察冀军区第二支队支队长、军区副参谋长，晋察冀军区第二军分区司令员，冀察军区司令员。第二次国共内战时期，任晋察冀野战军第二纵队司令员兼政治委员，晋冀鲁豫野战军副参谋长，鄂豫军区副司令员，第二野战军四兵团副司令员。中华人民共和国成立后，任云南军区第一副司令员，中国人民解放军军事学院高级系主任，中国人民解放军训练总监部副部长兼军事出版部部长、院校部部长等职。

## 生平

### 早年经历
郭天民早年入县农业学校、武昌中华大学附属中学读书。1925年回家乡教书并参加农民运动。1926年到广州，考入黄埔军校第六期。1927年3月加入中国共产党。12月参加广州起义。失败后随军撤退到海丰地区，先后在工农革命军第4、第2师任排长、副连长。
1929年，郭天民赴江西，加入红四军，曾任大队长、支队长、师参谋长、独立第6师和独立第4师师长、红二十一军第62师师长、江西军区参谋长等职。1933年，郭天民因支持毛泽东的主张，被指责为江西军区执行罗明路线的代表并被撤职，到红军大学学习；在此期间，郭天民坚持自己的态度。1933年10月，郭天民任红九军团参谋长兼第3师参谋长，参加历次反围剿战争。
1934年10月，郭天民参加长征。四渡赤水后，他协助罗炳辉指挥红九军团单独行动。红一、四方面军会合后，郭天民因反对张国焘的南下主张而被撤销军团参谋长职务，调红四方面军红军大学任教育科科长，后因打听并转告红一方面军的消息险遭处决。1936年7月，郭天民任红四方面军司令部作战局局长、西路军总指挥部作战局局长。1937年2月，郭天民任红三十军参谋长，前往新疆迪化。

### 抗日战争时期
1937年12月，郭天民返回延安，任中共中央军委作战局局长。1938年8月，郭天民任晋察冀军区副参谋长，12月任第二军分区司令员，指挥所部开展敌后游击战争。曾指挥晋察冀军区1938年秋季反围攻中的牛道岭战斗、1939年的上下鹤山战斗、1940年百团大战中的娘子关战斗等。1944年7月任冀察军区司令员。1945年在晋察冀军区春夏季攻势作战中，指挥所部先后实施察南、平北、察北战役。8月，指挥所部攻占张家口。

### 第二次国共内战时期
抗日战争胜利后，任晋察冀军区第2纵队司令员兼政治委员，率部参加绥远战役。1946年，郭天民参加张家口保卫战，指挥4个团在正面抗击国军2个军的轮番进攻，坚持11昼夜，歼灭国军万余人。1946年10月22日，晋察冀军区领导人在涞源县城召开会议，郭天民向聂荣臻为首的晋察冀军区领导猛烈开火，指责他们犯了错误。会后，郭天民被撤销一切领导职务。1947年8月，郭天民调任晋冀鲁豫野战军副参谋长，参与指挥部队进军大别山。10月任鄂豫军区副司令员，协助司令员王树声在大别山区开展游击战争。1949年2月，郭天民任第二野战军第四兵团副司令员兼参谋长，同陈赓指挥部队参加渡江战役。5月随第四野战军执行大迂回、大包围任务，向中南进军，先后实施湘赣、赣南、广东、粤桂边等战役。

### 中华人民共和国成立后
1950年1月，郭天民参与指挥滇南战役，攻占云南大部地区。4月兼任云南军区第一副司令员兼昆明警备司令。1952年，郭天民入中国人民解放军军事学院学习，兼任高级系主任。1955年起，郭天民任中国人民解放军训练总监部副部长兼军事出版部部长，1956年7月主持训总陆军训练部工作，1958年1月兼任院校部部长，致力于完善部队、院校教育训练体制，加强正规化建设。1955年，被授予上将军衔，获一级八一勋章、一级独立自由勋章和一级解放勋章。1958年，郭天民被指为“教条主义反党集团”成员遭批判。1958年12月，中央军委决定撤销训练总监部，郭天民转任总参谋部军校部部长。
郭天民是第二、第三届中华人民共和国国防委员会委员。文化大革命中，郭天民受到的迫害。1969年10月，被“战备疏散”到广州。1970年5月26日，郭天民病逝于广州。